# Acanthopsyche melanoleuca
Acanthopsyche melanoleuca är en fjärilsart som beskrevs av Jean Bourgogne 1965. Acanthopsyche melanoleuca ingår i släktet Acanthopsyche och familjen säckspinnare. Inga underarter finns listade i Catalogue of Life.